# متريبوزين
متريبوزين أو 4-أمينو-6-(1،1-ثنائي ميثيل إيثيل)-3-(ميثيل ثيو)-1،2،4-تريازين-5(4''H'')-ون هو مركب عضوي يُستخدم كمبيد أعشاب صالح للتطبيق قبل وبعد ظهور الحشائش في العديد من المحاصيل مثل فول الصويا، والبطاطس، والطماطم، وقصب السكر.  
يعمل مركب المتريبوزين عن طريق تثبيط عملية التمثيل الضوئي من خلال تعطيل النظام الضوئي الثاني.
تُستخدم  مبيدات الأعشاب التي تحتوي على مركب المتريبوزين على نطاق واسع في الزراعة، وقد وُجد أنها تلوث المياه الجوفية.